# 猫ヘモバルトネラ症
猫ヘモバルトネラ症（ねこヘモバルトネラしょう、英:feline hemobartonellosis）とはMycoplasma haemofelis（かつてはHaemobaltonella felisと呼ばれた）感染を原因とするネコの感染症。猫伝染性貧血とも呼ばれる。ダニやノミによる媒介、創傷感染、垂直感染を起こすとされ、貧血、元気消失、黄疸などが認められる。強い再生像を伴う再生性貧血が認められ、血液塗沫標本では病原体が球菌状の形態で観察される．治療にはテトラサイクリン系抗生物質が有効であるが、Mycoplasma haemofelisを完全に除去することは出来ないため、回復後のネコはキャリアとなる。